# 集貝はな
集貝 はな（ためがい はな、1997年9月20日 - ）は、日本の女性声優。東京都出身。アスレーベン所属。

## 略歴
小学生の時、児童劇団で舞台に立ったことが芝居の道へ進むきっかけとなる。
2014年、第三回全日本声優コンテスト「声優魂」に応募し、最終審査まで進んで声優部門〈国内カテゴリー〉で入賞した。それまでは舞台での芝居しかしたことがなかったため、自然とその進路を考えていたが、実技審査で初めて声の芝居に触れて難しさと楽しさを感じ「この道でお仕事がしたい！」となったという。
2017年、アトミックモンキー/声優・演技研究所に第12期生として入所し、2019年4月よりアトミックモンキーに所属。
2025年7月31日をもってアトミックモンキーを退所。8月1日よりアスレーベンに所属。

## 人物
感情に素直で、表情がころころ変わる子が演じていてとても楽しいといい、自分に性格が近い子を演じるのが得意と語る。自分も思ったことをすぐ口や表情に出てしまうタイプのため、そういったキャラクターに親近感を感じて好きになることが多いという。
趣味・特技はアイドル鑑賞、散歩、アクセサリー制作、編み物。

## 出演
太字はメインキャラクター。

### テレビアニメ
2019年
- 旗揚!けものみち（ミーシャ）

2020年
- 地縛少年花子くん（2020年 - 2025年、女子生徒B、女子生徒A、子供A、生徒C、一つ目B 他） - 3シリーズ
- 異種族レビュアーズ（コモク）
- かぐや様は告らせたい?〜天才たちの恋愛頭脳戦〜（女子生徒）
- 『ヒプノシスマイク -Division Rap Battle-』Rhyme Anima（女性D）
- ドラえもん（テレビ朝日版第2期）（2020年 - 2022年、カボチャの子、リポーター）
- エタニティ 〜深夜の濡恋ちゃんねる♡〜（名越千尋、森下美奈） -  通常版

2021年
- WAVE!!〜サーフィンやっぺ!!〜（女子生徒、ユータ〈少年期〉、女の子、観客）
- アイ★チュウ（観客D）
- キングスレイド 意志を継ぐものたち（子供2）
- 迷宮ブラックカンパニー（クラブのお姉ちゃん）
- アイドリッシュセブン Third BEAT!（女子高校生E）

2022年
- シャドウバースF（2022年 - 2024年、乙坂シオン、メイティ）
- 惑星のさみだれ（幼い太朗）
- ヤマノススメ Next Summit（クラスメイト）

2023年
- アイドルマスター シンデレラガールズ U149（的場梨沙）
- 私の百合はお仕事です!（女性客、上級生、女の子、生徒）
- キボウノチカラ〜オトナプリキュア'23〜（片桐るみ）
- 放課後少年花子くん（もっけE）

2024年
- シンカリオン チェンジ ザ ワールド（2024年 - 2025年、ビーナ）
- ワンルーム、日当たり普通、天使つき。（堤つむぎ）
- ハズレ枠の【状態異常スキル】で最強になった俺がすべてを蹂躙するまで（苅谷幾美、灯河の叔母、リリ・アダマンティン、住民の女、周防カヤ子）
- 新テニスの王子様 U-17 WORLD CUP SEMIFINAL（ドイツテニスアカデミーの生徒たち）

2025年
- 外れスキル《木の実マスター》 〜スキルの実（食べたら死ぬ）を無限に食べられるようになった件について〜（モニカ）
- 神統記（テオゴニア）（アルゥエ）

### 劇場アニメ
- 竜とそばかすの姫（2021年）

### Webアニメ
- ファイトリーグ ギア・ガジェット・ジェネレーターズ（2019年、泣き虫メモりん）
- THE IDOLM@STER CINDERELLA GIRLS 8周年特別企画 Spin-off!（2019年、リサ〈的場梨沙〉[32]）
- アイドルマスター シンデレラガールズ劇場 Extra Stage（2020年、的場梨沙）
- CINDERELLA GIRLS 10th Anniversary Celebration Animation ETERNITY MEMORIES（2022年、的場梨沙）

### ゲーム
2016年
- ガールズリボーン-生まれ変わった美少女-（2016年 - 2017年、ドンキホーテ）
- モンスターストライク（2016年 - 2024年、ミョルニル、ベビーアーク、プラム、巴御前、道明寺あんこ〈やつはし〉、マグ・メル〈メル〉、ラブリードリィ、リチャード1世、キャロル、ラミエル、シロアラント〈シロアリ〉、クリスマスの大楽聖 ベートーヴェン〈雪だるま〉、タコタコ・ブラザーズ、緒方洪庵）

2017年
- ファイトリーグ（メモリん、マチ、フュリー）
- スマッシュ&マジック（アム、ピノコ、ゼノビア、メア、リーナ、レベッカ）

2019年
- モンストドリームカンパニー（ラミエル）
- アイドルマスター シンデレラガールズ（2019年 - 2024年、的場梨沙） - 3作品

2020年
- ファイナルギア -重装戦姫-（スラ）
- メガミヒストリア（ジャンヌダルク）
- ドールズフロントライン（UKM-2000、OBR）
- 崩壊3rd（空）

2021年
- アーテリーギア -機動戦姫-（ケイティ）

2022年
- アサルトリリィ Last Bullet（2022年 - 2024年、松村優珂）
- Shadowverse（シオン、ミスティッククイーン・メイティ）

2023年
- 超探偵事件簿 レインコード（エニン）
- キュービックスターズ（2023年 - 2024年、ラミエル）

2025年
- けものフレンズ3（スプリングボック）
- トワと神樹の祈り子たち（バンプク）
- 逆転オセロニア（ルルリ）

### 吹き替え

#### アニメ
- スピリット: 自由に駆け抜けて －クリスマス・スピリット－（英語版）（2019年）[53]
- スピリット: 自由に駆け抜けて －ライディング・アカデミー－（英語版）（2020年、リッズ[54]）
- ベビー・シッターズ・クラブ（2020年 - 2021年、クラウディア[55]）
- それいけ、わんちゃん! シーズン2（2021年）[56]

### ラジオ
※はインターネット配信。
- &CAST!!!アワー ラブパレット!（2019年、超!A&G+※・&CAST!!!※）[57]
- 集貝はなと花谷麻妃の「ふたラジ!!」（2021年、超!A&G+※）[58]

### Web配信番組
- 集貝はなとリゼ・ヘルエスタの「皇女にタメでもいいですか!?」（2020年、ニコニコ生放送）[59]
- 集貝はなは“みかんの皮がむけます！”（2020年 - 2022年、ニコニコチャンネル）
- 集貝はなの“はなまる！家族倍増計画！”（2022年 - 2023年、ニコニコチャンネルプラス）

### 朗読劇
- ハロウィンナイトメアパーティー（2018年10月19日、調布市せんがわ劇場）[60]
- さよなら、メゾンド桜台（2019年8月25日、JOY JOY STATION）[61]
- no-square第二回朗読公演「スポットライトのなかで」（2020年12月12日、JOY JOY STATION）
- 4月の花嫁（2023年4月29日 - 30日、バトゥール東京 チャペルブランカ）[62]
- 朗読劇「キミに贈る朗読劇 藍色ノスタルジーvol.2」（2023年6月9日、Msmile BOX 渋谷）[63]
- 朗読劇「二階堂優の事件簿〜ラビュリントスの迷宮〜」（2023年8月17日 - 20日、テアトルBONBON）[64]
- 朗読劇「二階堂優の事件簿〜アフロディーテの薔薇〜」（2023年11月16日 - 19日、シアター代官山）[65]
- 朗読劇「二階堂優の事件簿〜エリーニュエスの断罪〜」&「二階堂有栖の事件簿」（2024年4月4日 - 7日、テアトルBONBON）[66]
- アサルトリリィ Last Bullet READING & LIVE 残響のスキャルドメール 〜命の証明・未来への共鳴〜（2024年10月20日、昭和大学 上條記念館 上條ホール）

### 演劇
- サヨナラワーク 劇場公演「マザー4」（2022年12月23日 - 25日、劇場HOPE（中野））
- アサルトリリィ・イルマ女子美術高校編 - The Gleam of Dawn-（2023年4月13日 - 19日、東久世徳子、かめありリリオホール）
- アサルトリリィ・新章　サングリーズル編『種の最果ての地で』／大島近海ネスト調査隊編『金瘡小草の咲く時』（2023年12月19日 - 25日、松村優珂、シアター1010（北千住））
- アサルトリリィ・イルマ女子美術高校編 -The Bond with the White Rose-（2024年12月5日 - 15日、東久世徳子、こくみん共済 coop ホール／スペース・ゼロ）

### ボイスドラマ
- no-square ボイスドラマ企画[67]
  - 『公園だけは知っている 〜時をかける時計台〜』（2021年6月24日）
  - 『公園だけは知っている 〜友達ができるブランコ〜』（2021年9月25日）
  - 『公園だけは知っている 〜恋が叶う噴水〜』（2022年1月31日）
- 幕末動乱美少女伝（2024年、河田景与、織田信愛）
- 戦国繚乱美少女伝（2025年、丹羽長重）

### ボイスコミック
- 恋文と13歳の女優(アクトレス)（2025年、羽賀文乃）

### ASMR
- いっしょぐらし 〜小悪魔系彼女編〜（2024年、井野純香）

### 映像商品
- THE IDOLM@STER CINDERELLA GIRLS Live Broadcast 24magic 〜シンデレラたちの24時間生放送！〜（2021年）[68]
- THE IDOLM@STER M@STERS OF IDOL WORLD!!!!! 2023 Blu-ray PERFECT BOX!!!!!（2023年）[69]

## ディスコグラフィ

### キャラクターソング
| 発売日   | 商品名                                                                                            | 歌 | 楽曲                                         | 備考                                                                               |
| 2019年   | 2019年                                                                                            | 2019年 | 2019年                                       | 2019年                                                                             |
| -------- | ------------------------------------------------------------------------------------------------- | --- | -------------------------------------------- | ---------------------------------------------------------------------------------- |
| 11月20日 | THE IDOLM@STER CINDERELLA GIRLS Spin-off! オウムアムアに幸運を                                    | 佐藤心（花守ゆみり）、神谷奈緒（松井恵理子）、的場梨沙（集貝はな）、一ノ瀬志希（藍原ことみ）、黒埼ちとせ（佐倉薫）                     | 「オウムアムアに幸運を」                     | Webアニメ『THE IDOLM@STER CINDERELLA GIRLS 8周年特別企画 Spin-off!』テーマソング   |
| 11月20日 | THE IDOLM@STER CINDERELLA GIRLS Spin-off! オウムアムアに幸運を                                    | 的場梨沙（集貝はな） | 「オウムアムアに幸運を」                     | Webアニメ『THE IDOLM@STER CINDERELLA GIRLS 8周年特別企画 Spin-off!』テーマソング   |
| 2020年   |                                                                                                   | |                                              |                                                                                    |
| 4月29日  | THE IDOLM@STER CINDERELLA GIRLS STARLIGHT MASTER for the NEXT! 08 輝け！ビートシューター          | 結城晴（小市眞琴）、的場梨沙（集貝はな）                                                                                               | 「輝け！ビートシューター（M@STER VERSION）」 | ゲーム『アイドルマスター シンデレラガールズ スターライトステージ』関連曲           |
| 4月29日  | THE IDOLM@STER CINDERELLA GIRLS STARLIGHT MASTER for the NEXT! 08 輝け！ビートシューター          | 的場梨沙（集貝はな） | 「輝け！ビートシューター（M@STER VERSION）」 | ゲーム『アイドルマスター シンデレラガールズ スターライトステージ』関連曲           |
| 4月30日  | アイドルマスター シンデレラガールズ U149 第6巻特別版特典CD                                        | 的場梨沙（集貝はな） | 「ドレミファクトリー！」                     | 漫画『アイドルマスター シンデレラガールズ U149』関連曲                             |
| 2021年   |                                                                                                   | |                                              |                                                                                    |
| 2月3日   | THE IDOLM@STER CINDERELLA GIRLS LITTLE STARS EXTRA! 君のステージ衣装、本当は…                     | 速水奏（飯田友子）、白雪千夜（関口理咲）、佐城雪美（中澤ミナ）、的場梨沙（集貝はな）、 荒木比奈（田辺留依）                            | 「君のステージ衣装、本当は…」                | Webアニメ『アイドルマスター シンデレラガールズ劇場 Extra Stage』エンディングテーマ |
| 4月28日  | THE IDOLM@STER CINDERELLA GIRLS STARLIGHT MASTER GOLD RUSH! 08 EVIL LIVE                          | 村上巴（花井美春）、的場梨沙（集貝はな）、小関麗奈（長野佑紀）、藤本里奈（金子真由美）、向井拓海（原優子）                             | 「EVIL LIVE（M@STER VERSION）」              | ゲーム『アイドルマスター シンデレラガールズ スターライトステージ』関連曲           |
| 4月28日  | THE IDOLM@STER CINDERELLA GIRLS STARLIGHT MASTER GOLD RUSH! 08 EVIL LIVE                          | 的場梨沙（集貝はな） | 「EVIL LIVE（M@STER VERSION）」              | ゲーム『アイドルマスター シンデレラガールズ スターライトステージ』関連曲           |
| 4月30日  | アイドルマスター シンデレラガールズ U149 第8巻特別版特典CD                                        | 的場梨沙（集貝はな） | 「ミラーボール・ラブ」                       | 漫画『アイドルマスター シンデレラガールズ U149』関連曲                             |
| 2022年   |                                                                                                   | |                                              |                                                                                    |
| 4月8日   | アイドルマスター シンデレラガールズ U149 第9巻特別版特典CD                                        | 的場梨沙（集貝はな） | 「GEMSTONE」                                 | 漫画『アイドルマスター シンデレラガールズ U149』関連曲                             |
| 2023年   |                                                                                                   | |                                              |                                                                                    |
| 3月1日   | THE IDOLM@STER CINDERELLA GIRLS STARLIGHT MASTER R/LOCK ON! 13 チカラ！イズ！ぱわー!!             | 的場梨沙（集貝はな）、龍崎薫（春瀬なつみ）、遊佐こずえ（花谷麻妃）、佐々木千枝（今井麻夏）                                             | 「ココ☆ナツ」                                | ゲーム『アイドルマスター シンデレラガールズ スターライトステージ』関連曲           |
| 4月19日  | THE IDOLM@STER CINDERELLA GIRLS U149 ANIMATION MASTER 01 Shine In The Sky☆                        | U149 | 「Shine In The Sky☆」                        | テレビアニメ『アイドルマスター シンデレラガールズ U149』オープニングテーマ         |
| 4月19日  | THE IDOLM@STER CINDERELLA GIRLS U149 ANIMATION MASTER 01 Shine In The Sky☆                        | 的場梨沙（集貝はな） | 「Shine In The Sky☆」                        | テレビアニメ『アイドルマスター シンデレラガールズ U149』関連曲                     |
| 5月10日  | THE IDOLM@STER CINDERELLA GIRLS U149 ANIMATION MASTER 02 よりみちリトルスター                     | U149 | 「よりみちリトルスター」                     | テレビアニメ『アイドルマスター シンデレラガールズ U149』エンディングテーマ         |
| 6月21日  | THE IDOLM@STER CINDERELLA GIRLS U149 ANIMATION MASTER 04 ゼロトゥワン!!                           | U149 | 「ゼロトゥワン!!」                           | テレビアニメ『アイドルマスター シンデレラガールズ U149』挿入歌                     |
| 6月21日  | THE IDOLM@STER CINDERELLA GIRLS U149 ANIMATION MASTER 04 ゼロトゥワン!!                           | 的場梨沙（集貝はな） | 「BEYOND THE STARLIGHT」                     | テレビアニメ『アイドルマスター シンデレラガールズ U149』挿入歌                     |
| 6月28日  | THE IDOLM@STER CINDERELLA GIRLS U149 ANIMATION MASTER 05 グッデイ・グッナイ                       | U149 | 「グッデイ・グッナイ」                       | テレビアニメ『アイドルマスター シンデレラガールズ U149』エンディングテーマ         |
| 6月28日  | THE IDOLM@STER CINDERELLA GIRLS U149 ANIMATION MASTER 05 グッデイ・グッナイ                       | U149 | 「ドレミファクトリー！」                     | テレビアニメ『アイドルマスター シンデレラガールズ U149』挿入歌                     |
| 7月5日   | THE IDOLM@STER CINDERELLA GIRLS U149 ANIMATION MASTER 06 キラメキ☆                                | U149 | 「キラメキ☆」                                | テレビアニメ『アイドルマスター シンデレラガールズ U149』挿入歌                     |
| 7月5日   | THE IDOLM@STER CINDERELLA GIRLS U149 ANIMATION MASTER 06 キラメキ☆                                | 的場梨沙（集貝はな） | 「キラメキ☆」                                | テレビアニメ『アイドルマスター シンデレラガールズ U149』関連曲                     |
| 9月9日   | THE IDOLM@STER CINDERELLA GIRLS Shout out Live!!!会場オリジナルCD                                 | 的場梨沙（集貝はな） | 「君のステージ衣装、本当は…」                | Webアニメ『アイドルマスター シンデレラガールズ劇場 Extra Stage』関連曲             |
| 2024年   |                                                                                                   | |                                              |                                                                                    |
| 2月3日   | THE IDOLM@STER CINDERELLA GIRLS UNIT LIVE TOUR ConnecTrip! 石川公演&山形公演&岩手公演オリジナルCD | 的場梨沙（集貝はな） | 「ゼロトゥワン!!」                           | テレビアニメ『アイドルマスター シンデレラガールズ U149』関連曲                     |
| 2月7日   | 運命のトリニティ                                                                                  | ヘルヴォル、クエレブレ | 「REFLECTIONS」                              | ゲーム『アサルトリリィ Last Bullet』関連曲                                         |
| 2月7日   | 運命のトリニティ                                                                                  | クエレブレ | 「REFLECTIONS」                              | ゲーム『アサルトリリィ Last Bullet』関連曲                                         |
| 4月6日   | THE IDOLM@STER CINDERELLA GIRLS UNIT LIVE TOUR ConnecTrip! 大阪公演&福岡公演&東京公演オリジナルCD | 的場梨沙（集貝はな） | 「グッデイ・グッナイ」                       | テレビアニメ『アイドルマスター シンデレラガールズ U149』関連曲                     |
| 2025年   |                                                                                                   | |                                              |                                                                                    |
| 3月19日  | THE IDOLM@STER CINDERELLA GIRLS STARLIGHT MASTER CRYSTAL QUALIA 03 EPHEMERAL AЯROW                | 的場梨沙（集貝はな） | 「トウキョウ・シャンディ・ランデヴ」         | ゲーム『アイドルマスター シンデレラガールズ スターライトステージ』関連曲           |
| 10月22日 | raison d'etre                                                                                     | 一柳梨璃（赤尾ひかる）、白井夢結（夏吉ゆうこ）、相澤一葉（藤井彩加）、松村優珂（集貝はな）、今叶星（前田佳織里）、宮川高嶺（礒部花凜） | 「raison d'être」                            | ゲーム『アサルトリリィ Last Bullet』4周年テーマ曲                                  |
| 10月22日 | raison d'etre                                                                                     | 相澤一葉（藤井彩加）、松村優珂（集貝はな）                                                                                             | 「raison d'être（一葉&優珂ver.）」           | ゲーム『アサルトリリィ Last Bullet』関連曲                                         |

## ライブ・イベント

### 合同ライブ
| 出演日               | タイトル                                                                                                | 会場                                    |
| -------------------- | --- | --------------------------------------- |
| 2021年2月27日        | リスアニ! LIVE 2021                                                                                     | 日本武道館（東京都）                    |
| 2021年12月25日・26日 | THE IDOLM@STER CINDERELLA GIRLS 10th ANNIVERSARY M@GICAL WONDERLAND TOUR!!! CosmoStar Land              | 愛知県国際展示場 ホールA（愛知県）      |
| 2022年4月3日         | THE IDOLM@STER CINDERELLA GIRLS 10th ANNIVERSARY M@GICAL WONDERLAND!!!                                  | ベルーナドーム（埼玉県）                |
| 2022年9月4日         | THE IDOLM@STER CINDERELLA GIRLS LIKE4LIVE #cg_ootd                                                      | 日本ガイシホール（愛知県）              |
| 2023年2月11日        | THE IDOLM@STER M@STERS OF IDOL WORLD!!!!! 2023                                                          | 東京ドーム（東京都）                    |
| 2023年11月11日       | TVアニメ「アイドルマスター シンデレラガールズ U149」スペシャルトークイベント 〜トゥインクルパーティー〜 | 森のホール21大ホール（千葉県）          |
| 2023年12月10日       | 異次元フェス アイドルマスター★♥ラブライブ!歌合戦                                                        | 東京ドーム（東京都）                    |
| 2024年2月25日        | アサルトリリィ Last Bullet LIVE Lily’s Dreamin’ ☆ Party ※昼公演のみ・ゲスト出演                         | ガーデン新木場ファクトリー（東京都）    |
| 2024年4月19日        | 舞台アサルトリリィ 生演奏バンドライブ Lily Scramble!!!! -春の合同音楽祭- ※夜公演のみ                    | 東京キネマ倶楽部（東京都）              |
| 2024年5月19日        | THE IDOLM@STER CINDERELLA GIRLS UNIT LIVE TOUR ConnecTrip! 福岡公演                                     | Zepp Fukuoka（福岡県）                  |
| 2024年10月13日       | CINDERELLA REAL PARTY! 10 拾年の宴〜舟民の舞ｗｗ                                                        | ニッショーホール（東京都）              |
| 2024年10月20日       | アサルトリリィ Last Bullet READING & LIVE 残響のスキャルドメール 〜命の証明・未来への共鳴〜 ※ゲスト出演 | 昭和大学上條記念館 上條ホール（東京都） |
| 2025年4月27日        | THE IDOLM@STER CINDERELLA GIRLS STARLIGHT STAGE 10th ANNIVERSARY TOUR Let’s AMUSEMENT!!! 東京公演       | 有明アリーナ（東京都）                  |
| 2025年6月7日・8日    | THE IDOLM@STER CINDERELLA GIRLS STARLIGHT STAGE 10th ANNIVERSARY TOUR Let’s AMUSEMENT!!! 沖縄公演       | 沖縄アリーナ （沖縄県）                 |

### シリーズ一覧
1. ↑  第1期（2020年）、第2期『2』第1クール（2025年）、第2期『2』第2クール（2025年）
2. ↑  『スターライトスポット』（2019年）、『スターライトステージ』（2020年 - 2024年）、『シンデレラガールズ』（2020年 - 2022年）

### ユニットメンバー
1. 1 2 3 4  橘ありす（佐藤亜美菜）、櫻井桃華（照井春佳）、赤城みりあ（黒沢ともよ）、的場梨沙（集貝はな）、結城晴（小市眞琴）、佐々木千枝（今井麻夏）、龍崎薫（春瀬なつみ）、市原仁奈（久野美咲）、古賀小春（小森結梨）
2. ↑  相澤一葉（藤井彩加）、佐々木藍（夏目愛海）、飯島恋花（石飛恵里花）、初鹿野瑤（三村遙佳）、芹沢千香瑠（野中深愛）
3. ↑  松村優珂（集貝はな）、牧野美岳（河瀬茉希）、賀川蒔菜（木野日菜）、森本結爾（指出毬亜）
4. ↑  松村優珂（集貝はな）、牧野美岳（河瀬茉希）、賀川蒔菜（木野日菜）、森本結爾（指出毬亜）、苅谷緋紅（直田姫奈）